# Sweet Charity (Film)
Sweet Charity ist ein US-amerikanischer Spielfilm aus dem Jahr 1969, der auf dem gleichnamigen Musical von Neil Simon, Cy Coleman und Dorothy Fields nach einer Idee von Regisseur Bob Fosse basiert.

## Handlung
Die Taxi-Tanzpartnerin Charity hat auch nach acht Jahren in diesem Job ihren Glauben an die Güte der Menschen und die ewige reine Liebe nicht verloren. Sie gerät deshalb stets an Männer, die sie ausnutzen, und wird von ihren Freundinnen als naiv und unbelehrbar angesehen. Sie macht zufällig die Bekanntschaft eines italienischen Filmstars, den sie mit ihrer unverdorbenen Art inspiriert und dazu animiert, sich mit seiner Freundin, von der er sich trennen will, zu versöhnen. Ihre Freundinnen glauben ihr allerdings nicht, dass sie mit dem Star zwar die Nacht, nicht aber das Bett geteilt hat.
Charity sucht einen beruflichen Ausweg und lernt den Versicherungsvertreter Oscar kennen, der sich in sie verliebt. Charity verschweigt ihm zunächst allerdings ihren wahren Beruf, doch auch nachdem er ihn erfährt, möchte er seine Freundin heiraten. Triumphierend kündigt sie in der Kneipe und verabschiedet sich von ihrem alten Leben. Oscar, der selber unter verschiedenen Komplexen leidet, lässt sie im Standesamt sitzen. Ihren Freundinnen, die in ihr den Beweis sehen, dass ein Ausweg aus dem Milieu möglich ist, traut sich Charity nicht zu offenbaren.
Nach einer Nacht auf der Straße erkennt die junge Frau aber, dass ihr nun alle Möglichkeiten des Lebens offenstehen, und sie ist entschlossen, diese Chance zu ergreifen.

## Hintergrund

### Besetzung
Der Regisseur Bob Fosse hatte bereits in der Broadway-Fassung Regie und Choreographie übernommen und drehte mit „Sweet Charity“ seinen ersten Kinofilm. Die Besetzung entsprach bis auf die Titelrolle und die Rolle des Predigers der Theater-Aufführung. Neu in der Besetzung waren Shirley MacLaine und Sammy Davis jr. Andere Darsteller waren Chita Rivera, John McMartin, Paula Kelly, Ricardo Montalbán und Bud Cort.

### Erfolg
Das alte Studio-System Hollywoods befand sich bereits in der Krise und das Erstarken des realistischen, gesellschaftskritischen Kinos des New Hollywoods zeichnete sich nach Bonnie und Clyde und Die Reifeprüfung bereits ab. Dem konnte die eher traditionell ausgerichtete Musical-Adaption Sweet Charity kaum etwas entgegensetzen. Der Film konnte die Erwartungen an der Kinokasse nicht erfüllen. Der Film hatte erfolglos versucht, die gängigen Musical-Klischees mit ihrem konservativen Weltbild mit der Lebenswirklichkeit in der Großstadt zu verknüpfen. So ist einerseits Charitys Club-Besuch mit dem Schauspieler eine Satire auf das moderne Nachtleben und wirkt wie eine Vorwegnahme der Disco-Bewegung. Andererseits gibt es einen Bezug zur Flower-Power-Bewegung, der der Film unübersehbar Sympathie entgegenbringt. Nicht zuletzt lässt der Film seine Hauptfigur am Ende über ihre Glücksvorstellungen als vom Mann abhängige Ehefrau hinauswachsen. Sie erkennt, dass sie selbst über das Leben bestimmen kann, das sie führen will, und sich nicht von der Anerkennung Anderer dabei abhängig machen muss.

### Alternatives Ende
Bezeichnenderweise endete die erste Filmfassung damit, dass Oscar Charity überreden konnte, ihn doch noch zu heiraten, nachdem er sie zunächst sitzen gelassen hatte. Ihm wurde klar, dass er vor allem ihretwegen seine Komplexe überwunden hatte.

### Synchronisation
Die zweite deutsche Synchronfassung entstand bei der DMT Digital Media Technologie in Hamburg. Henning Stegelmann schrieb das Dialogbuch und führte Regie.
| Rolle                  | Darsteller        | Synchronsprecher (1969) | Synchronsprecher (2004) |
| ---------------------- | ----------------- | ----------------------- | ----------------------- |
| Charity Hope Valentine | Shirley MacLaine  | Renate Danz             | Sabine Falkenberg       |
| Oscar Lindquist        | John McMartin     | Joachim Ansorge         | ?                       |
| Nickie                 | Chita Rivera      | Gisela Reißmann         | Traudel Sperber         |
| Helene                 | Paula Kelly       | Beate Hasenau           | ?                       |
| Herman                 | Stubby Kaye       | Wolfgang Amerbacher     | ?                       |
| Ursula                 | Barbara Bouchet   | Dinah Berger            | ?                       |
| Vittorio Vidal         | Ricardo Montalbán | Christian Rode          | Volkert Kraeft          |
| Big Daddy Brubeck      | Sammy Davis Jr.   | Gerd Martienzen         | Erik Schäffler          |

## Kritiken
„Ausgezeichnet in Choreografie, Farbdramaturgie, Regie und Darstellung; die Summe dieser Einzelleistungen macht den Film zu einem Erlebnis.“

## Auszeichnungen
1970 erhielt Sweet Charity Oscar-Nominierungen in den Kategorien „Bestes Szenenbild“, „Soundtrack Musical“ und „Kostüm-Design“ (Edith Head). Die Kategorie „Soundtrack Musical“, die es unter einem anderen Titel seit 1938 gegeben hatte, wurde im Jahr darauf umbenannt in „Original Song Score“ und 1979 ganz abgeschafft.